# Tàu điện ngầm Doha
Tàu điện ngầm Doha hay Doha Metro (tiếng Ả Rập: مترو الدوحة) là mạng lưới tàu điện ngầm ở Doha, thủ đô Qatar, đã đi vào hoạt động vào ngày 8 tháng 5 năm 2019. Nó sẽ có bốn tuyến với chiều dài tổng thể xấp xỉ 300 km và 100 ga. Nó sẽ là một thành phần không tách rời của mạng lưới Đường sắt Qatar lớn hơn, bao gồm một tuyến đường sắt dài cho hành khách và vận chuyển hàng hóa, nối Qatar với GCC và Lusail LRT. Có khả năng đạt 100 km/h, Doha Metro sẽ là một trong những chuyến tàu không người lái nhanh nhất thế giới.
Doha Metro sẽ được vận hành và duy trì trong thời gian 20 năm bởi RKH Qitarat, một liên doanh được thành lập bởi Hamad Group (51%) và Pháp các nhà khai thác vận chuyển Keolis và RATP Dev (49%), thay mặt chủ sở hữu hệ thống Đường sắt Qatar.

## Lịch sử
Năm 2009 Qatari Diar và Deutsche Bahn đã ký một liên doanh để phát triển ý tưởng cho một mạng lưới đường sắt ở Qatar. Năm 2011 Qatar Rail đã trở thành chủ sở hữu duy nhất của dự án trong khi Deutsche Bahn với cánh toàn cầu DB International (kể từ 2016 DB Engineering & Consulting) đảm nhận vai trò cố vấn chính và nguồn cho các chuyên gia đường sắt cần thiết.
Năm 2013, việc xây dựng Tàu điện ngầm Doha chính thức bắt đầu bằng một buổi lễ đột phá tại địa điểm của ga Msheireb. Đến cuối năm 2013, Qatar Rail đã phát hành các gói thầu D & B và nhận được đệ trình từ các công ty quốc tế khác nhau để xây dựng các phần của Giai đoạn 1a, tương ứng với Tuyến Đỏ và Xanh Lá cây. Vào giữa tháng 5, công ty Salini Impregilo của Ý đã được trao giải để quản lý việc xây dựng phân khúc Red Line North, chạy từ Msheireb đến Al Khor North. Vào tháng 6, người ta tiết lộ rằng QĐVC và Porr đã trúng thầu để dẫn đầu việc xây dựng phân khúc Red Line South và Green Line, tương ứng. Vào tháng 5 năm 2014, một tập đoàn của Larsen & Toubro, Aktor, Yapi Merkezi, STFA Group và Al Jaber Engineering đã được trao để thiết kế và xây dựng Tuyến đường sắt vàng Metro Doha. Tổng cộng có 21 máy khoan hầm từ công ty Đức Herrenknecht đã được lên kế hoạch xây dựng đường hầm cho Metro Giai đoạn 1.

## Tuyến & kênh
| Tên tuyến   | Ga cuối   | Ga cuối  | Số nhà ga | Tổng độ dài |
| M1 Tuyến đỏ | Al Qassar | Al Wakra | 13        |             |

## Công trình hiện tại
| Tên tuyến        | Ga cuối     | Ga cuối                                 | Số nhà ga | Tổng độ dài |
| M1 Tuyến đỏ      | Lusail      | Al Wakra Nhà ga 1 sân bay quốc tế Hamad | 18        | 40 km       |
| M2 Tuyến xanh lá | Al Mansoura | Al Riffa                                | 11        | 22 km       |
| M3 Tuyến vàng    | Al Aziziyah | Al Ras Bu Abboud                        | 11        | 14 km       |

## Kế hoạch xây dựng
| Tên tuyến          | Ga cuối | Ga cuối | Số nhà ga | Tổng độ dài |
| M4 Tuyến xanh biển |         |         |           |             |